# Saint-Denis (Gard)
Saint-Denis is een gemeente in het Franse departement Gard (regio Occitanie) en telt 200 inwoners (2004). De plaats maakt deel uit van het arrondissement Alès.

## Geografie
De oppervlakte van Saint-Denis bedraagt 3,7 km², de bevolkingsdichtheid is 54,1 inwoners per km².

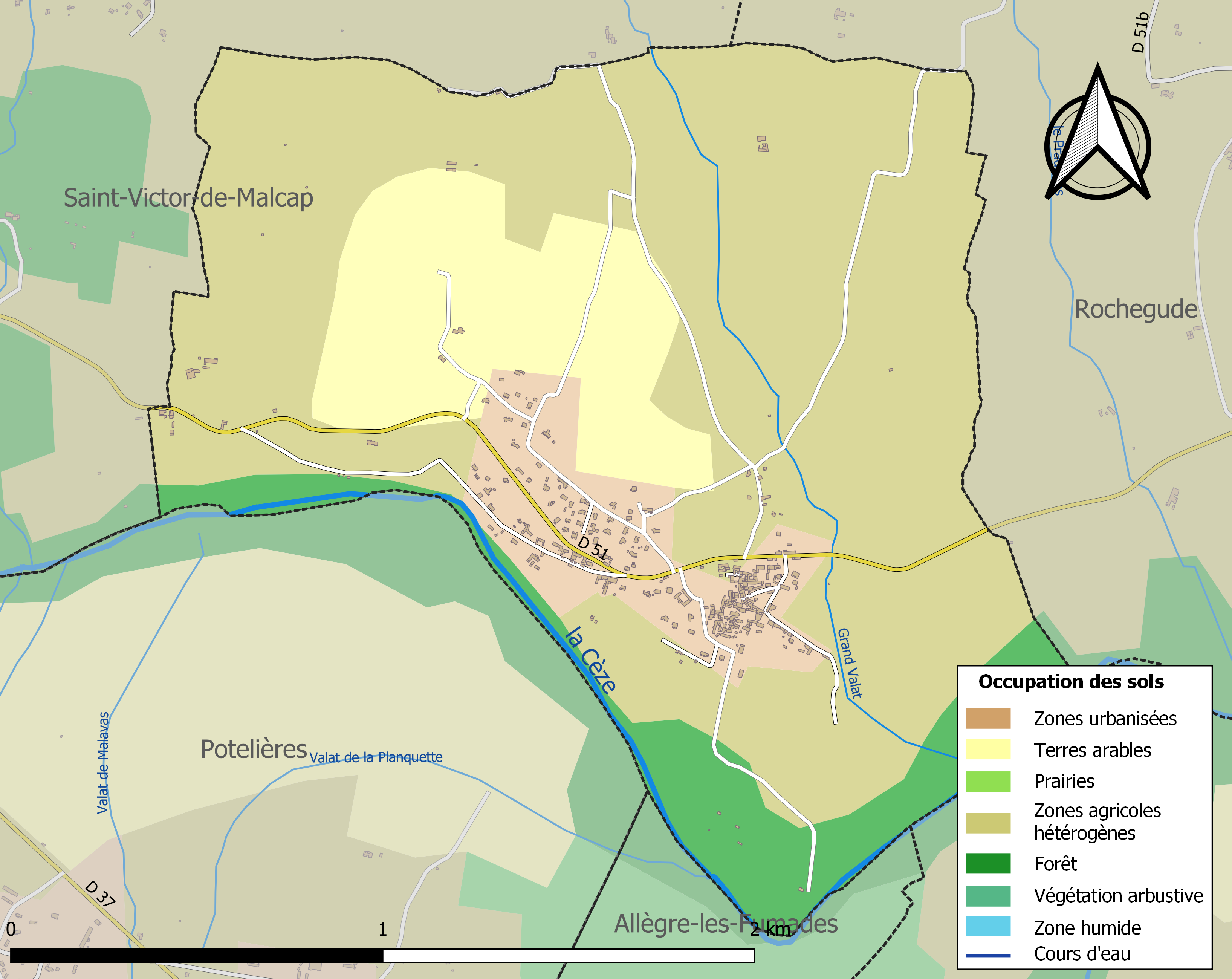
Kaart van de gemeente met de belangrijkste infrastructuur, bodemgebruik en omliggende gemeenten

## Demografie
Onderstaande figuur toont het verloop van het inwonertal (bron: INSEE-tellingen).